# Broad Bottom
Broad Bottom (también denominado Broadbottom) es un pequeño asentamiento ubicado en la isla Santa Elena, que forma parte del distrito de Cerro Azul. Se ubica en las coordenadas 15°58′00″S 5°43′59″O / -15.96667, -5.73306.
Posee una estación meteorológica y se destaca por ser uno de los campos de prisioneros de la Segunda Guerra de los Bóeres, junto con el High Knoll Fort y otros puntos de la isla. Actualmente, es una zona rural con pocos habitantes donde existe un proyecto para crear el «Wirebird Hills Resort», un hotel ecológico de cinco estrellas.